# Stromanthe angustifolia
Stromanthe angustifolia là một loài thực vật có hoa trong họ Marantaceae. Loài này được Rusby miêu tả khoa học đầu tiên năm 1895.